# 交響曲第2番 (諸井三郎)
交響曲第2番作品16は、諸井三郎が1937年から1938年にかけて作曲した交響曲。演奏時間は約40分。

## 概要
1937年8月24日から1938年1月11日にかけて作曲された。1938年10月12日、日比谷公会堂におけるヨーゼフ・ローゼンシュトック指揮による新交響楽団第195回定期演奏会において初演された。

## 編成
フルート3（ピッコロ持ち替え1）、オーボエ2、コーラングレ1、クラリネット3（バスクラリネット持ち替え1）、ファゴット3（コントラファゴット持ち替え1）、ホルン4、トランペット2、トロンボーン3、チューバ1、ティンパニ、弦楽五部。

## 作品の内容

### 第1楽章 Allegro con spirito
ニ調、4分の4拍子、ソナタ形式。第1主題が弦楽器に現れ、フガートの形をとる。全合奏でこの主題が確保されると、オーボエと弱音器つきトランペットに第2主題が現れる。木管に第1主題がストレッタの形をとって姿を見せ、第2主題が強奏されて展開部に入る。展開部の前半は第1主題反行形を主に取り扱い、後半は金管による第2主題の展開に重きをおく。やがて第1主題冒頭が弦に繰り返し現れ、全合奏による第1主題になだれ込む。第2主題も金管に現れ、2小節のバス・オスティナートの上に主題の各部が対位法的に組み合わされ、壮大な結尾を形成して終止する。

### 第2楽章 Andante quasi adagio
ハ調、ABABAの複合三部形式。Aは4分の3拍子でフルートとピッコロの高音域で開始され、コーラングレとファゴットによる楽想を導きだす。金管を加えてやや変化を見せると、4分の4拍子のBに入り、チェロが表情豊かな旋律を奏する。このあとテンポの変化を含みながらABともに再現され、Aによる短いコーダで終わる。

### 第3楽章 Allegro maestoso e risoluto
ニ調、ABAの三部形式。Aは4分の6拍子で、低音部の力強い歩みで始まる。この主題は様々な要素を加えながらフガートの形をとり、クライマックスで主題が再現され、ひっそりと閉じる。続くBは4分の3拍子、Allegro con brioで、それ自体ソナタ形式をとる。ティンパニと低音弦のリズムに乗ってクラリネットに第2楽章のA部分の主題の変形である第1主題が提示される。第2主題は第1楽章第1主題と同じ音程関係を持つ旋律で、このB部分において交響曲全体の有機的統一が図られている。展開部のあと第2主題、第1主題の順で再現が行われ、A部分が復帰してくる。楽章冒頭とは異なり、いきなりフガート部分から開始される。コーダはB部分の第1主題が姿を見せるが、A部分の冒頭のモチーフが全合奏で奏され、力強く強奏して曲を閉じる。